# Tomi Pekkala
Tomi Pekkala (* 19. November 1988 in Liminka) ist ein finnischer Eishockeyspieler, der seit Januar 2015 bei TIHC Tiikerit in der viertklassigen II-divisioona unter Vertrag steht.

## Karriere
Tomi Pekkala spielte bereits im Nachwuchsbereich für Kärpät Oulu, für dessen Profiteam er in der Saison 2008/09 sein Debüt in der SM-liiga gab. In zehn Spielen blieb er punktlos und erhielt zwei Strafminuten. Zudem stand der Angreifer in einem Gruppenspiel der Champions Hockey League für Kärpät auf dem Eis. Am Saisonende wurde Pekkala mit seiner Mannschaft Vize-Meister, nachdem sie JYP Jyväskylä in der Best-of-Seven-Serie in den Finalspielen mit einem Sweep unterlag.
Zur Saison 2009/10 wechselte Pekkala innerhalb der SM-liiga zu Tappara Tampere, bei dem er zum Stammspieler wurde. In seiner ersten kompletten Spielzeit in der höchsten finnischen Spielklasse erzielte er dabei in 52 Spielen zwölf Tore für Tappara und gab weitere zehn Vorlagen. 

## Erfolge und Auszeichnungen
- 2009 Finnischer Vizemeister mit Kärpät Oulu

## SM-liiga-Statistik
(Stand: Ende der Saison 2010/11)